# Hulwán
Hulwán (en persa: حلوان‎) fue una antigua ciudad situada en los montes Zagros, en Irán occidental, a la entrada del desfiladero de Paytak. Hoy en día su lugar lo ocupa el pueblo de Sarpol-e Zahab.

## Historia
La tradición árabe tardía, según lo indica al-Tabari, consideraba la ciudad sasánida, de época de Kavad I (488-496, 498-531), pero en realidad era mucho más antigua: se conocía ya en tiempos de los asirios con el nombre de Jalmanu, y por entonces se hallaba en la frontera entre Babilonia y Media. Los seléucidas la conocían por el nombre de Jala (en griego: Χάλα) y era capital del distrito de Jalonitis (Χαλωνῖτις). Según Diodoro Sículo, el nombre derivaba del asentamiento de cautivos beocios que había hecho Jerjes I, que fundó con ellos la ciudad de Celonae o Kelonai (Κέλωναι).
La región de Hulwán se llamaba [Jusraw] Shad Peroz («la alegría de Cosroes el victorioso») en tiempos del Imperio sasánida, y la ciudad propiamente dicha, probablemente Peroz Kavad («Kavad el Victorioso»). Tras la conquista musulmana de Persia, las palabras se arabizaron y se transformaron en [Jusraw] Shadh Firuz y Firuz Qubadh, respectivamente. Aunque, como el resto de Media, pertenecía a la región (kust) del Norte, en el reinado de Cosroes II (590-628) se incluyó en la del Oeste, junto con Mesopotamia, cuando los emperadores sasánidas empezaron a utilizar los montes Zagros como retiro veraniego, lejos de la capital de Ctesifonte, ubicada en la llanura mesopotámica.
Tras la batalla de al-Qadisiyya en el 636, el último emperador sasánida, Yazdgerd III (632-651), se refugió en Hulwán temporalmente, tras huir de Ctesifonte. Yazdgerd dejó Hulwán después de sufrir otra grave derrota en la batalla de Jalula en el 637 y partió hacia las provincias orientales del reino; la ciudad cayó en poder de los árabes acaudillados por Jarir ibn Abdallah Bajali en el 640. La ciudad gozó de importancia estratégica a principios de la década del 640 por ser un lugar fronterizo entre la llanura de Mesopotamia, controlada por los musulmanes, y la meseta iraní, aún dominada por los sasánidas; en consecuencia, contaba con guarnición propia, en la que había persas que se habían pasado al bando musulmán (jamra), que se asentaron en el lugar en tiempos del califato ortodoxo.
A comienzos del período islámico, hasta el siglo X, la ciudad parece haber florecido: estaba situada en una comarca feraz, productora de fruta. Estaba en el Camino de Jorasán, y era la primera ciudad de la provincia de Jibal a la que llegaban los viajeros que viajaban al este desde Bagdad. No obstante, como en la época sasánida, dependía fiscalmente de Mesopotamia (el Sawad). Muawiya I (661-680) hizo de ella la capital del Jibal occidental (Mah al-Kufa).
Según el viajero del siglo X Ibn Hawqal, era la mitad de grande que Dinavar, y sus casas estaban construidas con piedra y ladrillo. Aunque el clima era cálido, los dátiles, las granadas y los higos crecían en abundancia. Según el Hudud al-Alam (siglo X) los higos de la ciudad se secaban y se exportaban a distintos lugares; por su parte, al-Muqaddasi indica que la muralla de la ciudad contaba con ocho puertas, y guardaba una mezquita y una sinagoga judía.
La ciudad era también una provincia metropolitana de la Iglesia del Oriente entre los siglos VIII y XII.
La ciudad estuvo gobernada por la dinastía anazí (semiindependiente) hacia principios del siglo XI, hasta que fue expulsada por los kakuyíes. La conquistaron e incendiaron los turcos selyúcidas en 1046, y un terremoto en 1049 completó su destrucción. Aunque fue reconstruida, nunca recuperó su prosperidad anterior, y luego se redujo al pueblo pequeño de Sarpol-e Zahab.